# ピラトゥス鉄道

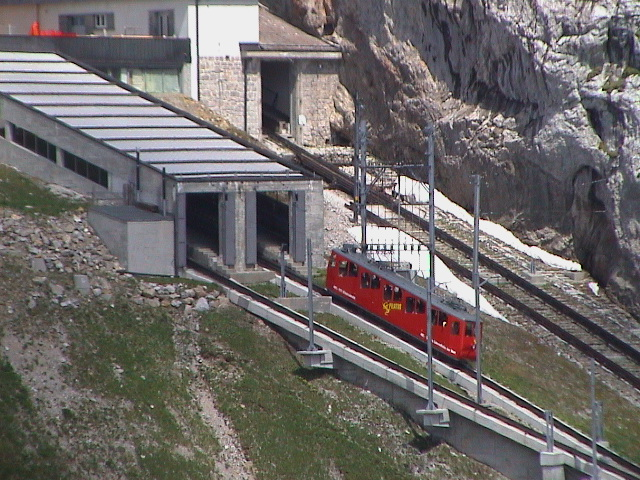
ピラトゥス鉄道
ピラトゥス・クルム駅

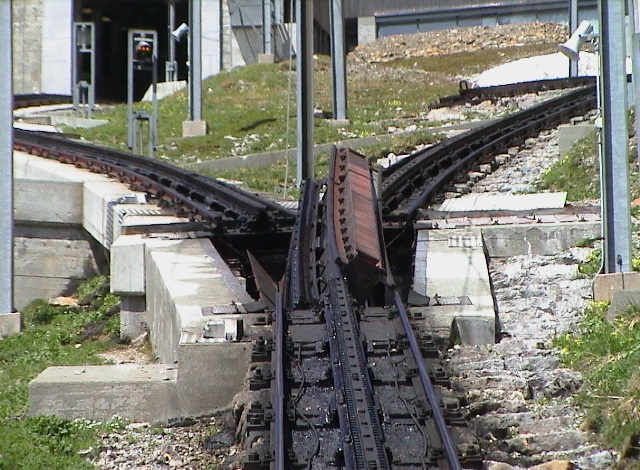
転換中のロータリースイッチ

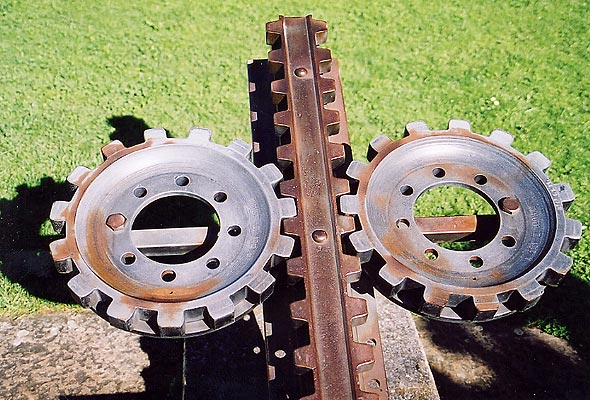
ロッヒャー式のラックレール。ピニオンの下面にツバがあり、ピニオンがラックレールから外れないようになっていることに注意

ピラトゥス鉄道（ピラトゥスてつどう、ドイツ語:Pilatusbahn、略号:PB）は、スイスにあるピラトゥス山の登山鉄道。
アルプナハシュタット駅と山頂のピラトゥス・クルムの間を結ぶと同時に、反対側の斜面
（クリエンスとピラトゥス・クルム間）をゴンドラリフトとパノラマ・ロープウェイで結ぶ。
どちらの路線もスイストラベルパスを持っていれば割引料金で乗ることができる。
普通鉄道では世界一の急勾配である480 ‰（パーミル）をもち、ラックレールに世界唯一のロッヒャー式を採用している。あまりの急勾配であるため、車両がケーブルカー（鋼索鉄道）同様平行四辺形状になっている。またロッヒャー式ラックレールを使用していることから、構造上通常の分岐器が造れないので、トラバーサーおよびロータリースイッチという特殊な構造の分岐器によって車両の入換を行う。
アルプナハシュタット - ピラトゥス・クルム間の4.6 kmで、起終端の標高差は1,629 mに及ぶ。軌間800 mm。1889年開業。開業時は蒸気動車を用いていた。1937年電化。電化方式は直流1,550 V。所要時間は30分。

## 駅
- アルプナハシュタット駅（ツェントラル鉄道と接続）
- ピラトゥス・クルム（ピラトゥス山頂）駅